# Cainta
Cainta ist eine philippinische Stadtgemeinde in der Provinz Rizal, in der Verwaltungsregion IV, Calabarzon. Sie hat 322.128 Einwohner (Zensus 1. August 2015), die in 7 Barangays lebten. Sie wird als Gemeinde der ersten Einkommensklasse auf den Philippinen und als urbanisiert eingestuft. 
Cainta liegt an der Grenze zur Hauptstadtregion Metro Manila. Die Topographie der Gemeinde ist gekennzeichnet durch die südöstlichen Ausläufer der Zentralen Luzon-Ebene. Ihre Nachbargemeinden sind Pasig City und Taguig City im Westen, Marikina City im Norden, Antipolo City im Osten und Taytay im Süden.   

## Baranggays
- San Andres
- San Isidro
- San Juan
- San Roque
- Santa Rosa
- Santo Niño
- Santo Domingo

## Weblink
- Informationen der Philippine Statistics Authority über Cainta